# Marta Toren

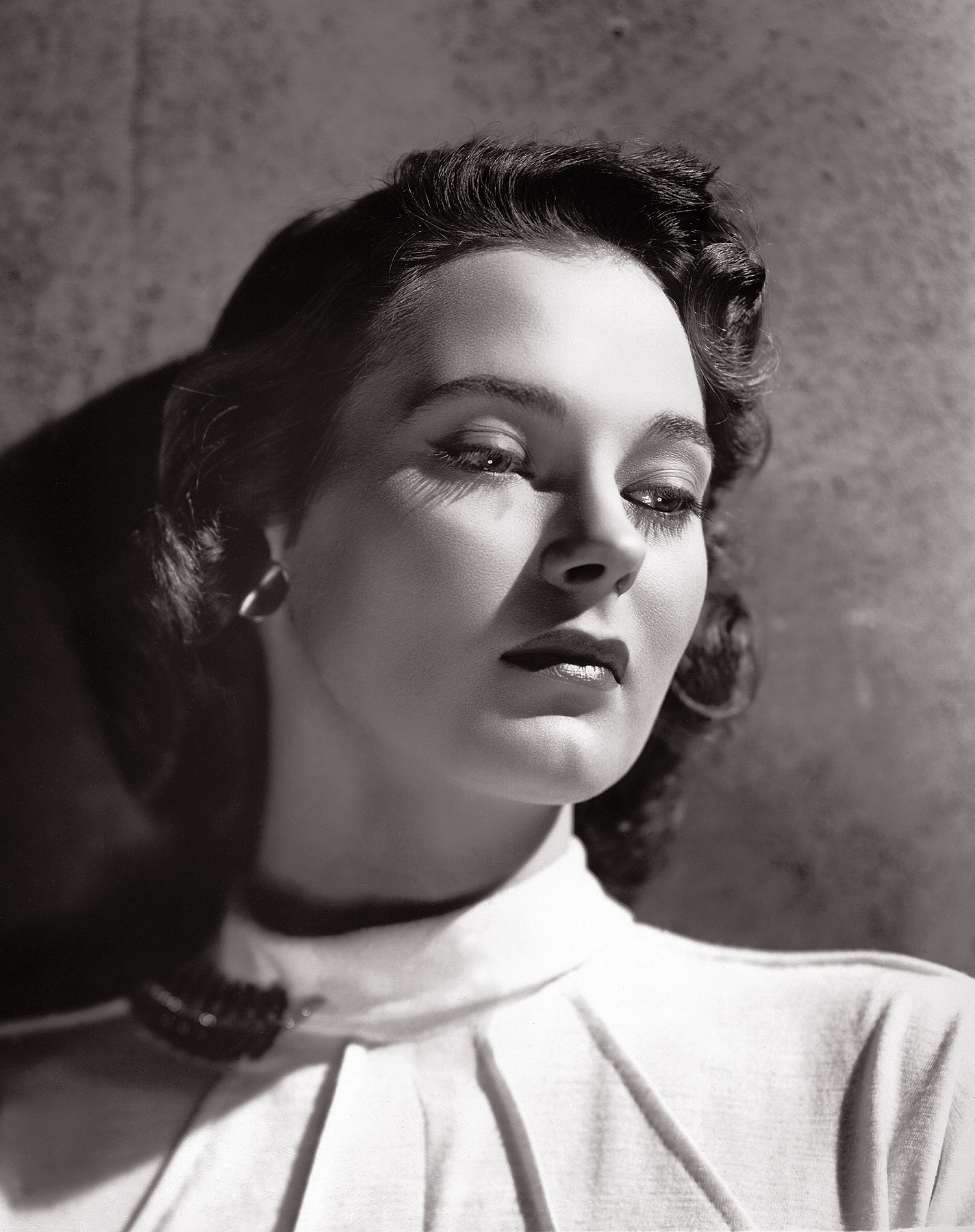
Marta Toren i Café Blå Donau, 1949.

Marta Toren, egentligen Märta Dagny Torén, född 21 maj 1925 på  Svea artilleriregemente, Stockholm, död 19 februari 1957 i Stockholm, var en svensk skådespelare. Hon var dotter till Helge Torén och Dagny Frisell samt dotterdotter till Erik Frisell. Skådespelaren Eva Henning var hennes kusin och stuntmannen Johan Torén är hennes brorson.

## Biografi
Toren studerade vid Dramatens elevskola 1946 när den amerikanske filmförfattaren och talangscouten Eddie Blum fick se henne. Han gjorde på egen bekostnad en testfilm där hon spelade mot den amerikanske militärattachén Robert Robb. Han trodde sig ha funnit en idealisk partner för Cary Grant i hans nästa långfilm. Toren tog chansen och åkte iväg till Hollywood. Det blev ingen film mot Cary Grant men provfilmen ledde i början av juli 1947 likväl till ett sjuårigt filmkontrakt vid Universal Studios.
Toren var en skönhet på ett exotiskt sätt och hon gjorde Hollywooddebut i filmen Casbah mot bland andra Peter Lorre och Yvonne de Carlo. Snabbt följde nya filmer och denna svenska Marta Toren var den kändis som intervjuades och prydde omslaget på den högt ansedda veckotidningen Life Magazine nummer 26, 1949. Hon blev huvudsakligen verksam i USA och Italien, och det var också i Italien som hon medverkade i den film som anses som hennes främsta, Maddalena (1953). Klart mer uppmärksammade var dock ett antal av hennes elva Hollywood-filmer, inte minst i Sirocco (med huvudroll mot Humphrey Bogart, 1951) i Curtis Bernhardts regi. Mannen som såg tågen gå förbi (1952), med Claude Rains som motspelare, blev hennes sista Hollywood-film. Därefter, 1953-1957, hade hon huvudroller i sju italienska filmer.
Som teaterskådespelare i Sverige var Toren engagerad vid Alléteatern, dit hon återvände 1957 för att återuppta sin teaterkarriär. Hon tog över efter sin kusin Eva Henning i pjäsen Den skandalösa historien om Mr Kettle och Mrs Moon. Efter bara ett par veckor drabbades Toren av hjärnblödning och avled ett dygn senare på Södersjukhuset, 31 år gammal.
Dagen efter Torens död hade New York Times, baserat på nyhetsbyrån AP, en lång rubrik som löd: "Marta Toren, Actress, Is Dead : Swedish Film and Stage Star, 30 ; Performer Stricken by Brain Hemorrhage - Appeared in Eleven American Movies, Fought 'Pin-Up' Publicity."
Marta Toren är begravd på Norra begravningsplatsen i Solna.

## Filmografi
- 1942 – Rospiggar
- 1943 – Ombyte av tåg
- 1946 – Eviga länkar
- 1948 – Casbah, den förbjudna staden
- 1948 – De förrymdas legion
- 1949 – Café Blå Donau
- 1949 – Sword in the Desert
- 1950 – One Way Street
- 1950 – Spy Hunt
- 1950 – Deported
- 1950 - Mystery Submarine
- 1951 - Sirocco
- 1952 - Assignment - Paris
- 1952 – Mannen som såg tågen gå förbi
- 1953 - Puccini
- 1954 - Maddalena
- 1954 - L'Ombra
- 1954 - Casa Ricordi
- 1956 - La Vena d'oro
- 1956 - Carta a Sara
- 1957 - La Puerta abierta